# Instituto Cuesta Duarte
El Instituto Gerardo Cuesta León Duarte (ICUDU) es una asociación civil en el marco del movimiento sindical uruguayo. Es un equipo para la investigación y la formación sindical. Su director es Milton Castellano.
Fundado en 1989 por iniciativa del PIT-CNT, su nombre homenajea a los mártires sindicales uruguayos Gerardo Cuesta y León Duarte. Su objetivo es darle apoyo técnico a los trabajadores organizados para su mejor desempeño en la acción y en la representación de sus iguales en el marco del movimiento obrero.
Entre sus actividades cabe destacar la investigación, difusión, información y capacitación. Los cursos y talleres que se ofrecen en el instituto buscan promover y fortalecer la formación sindical, así como desarrollar diversas reflexiones sobre las áreas en el marco social. Con la modalidad virtual, dado el contexto de pandemia, estos cursos llegaron a un público más amplio.
El instituto se organiza en cuatro regiones: este, litoral, noroeste y centro sur, con el ánimo de descentralizarse y tener un alcance nacional.